# Internationaler Führerschein
Ein Internationaler Führerschein ist ein Dokument, das von den Straßenverkehrsbehörden oder Automobilclubs eines Landes aufgrund zwischenstaatlicher Verträge ausgestellt wird. Er soll vor allem der Polizei eines anderen Landes die Feststellung ermöglichen, ob ein ausländischer Kraftfahrer die Fahrerlaubnis hat, die für sein aktuelles Fahrzeug erforderlich ist.

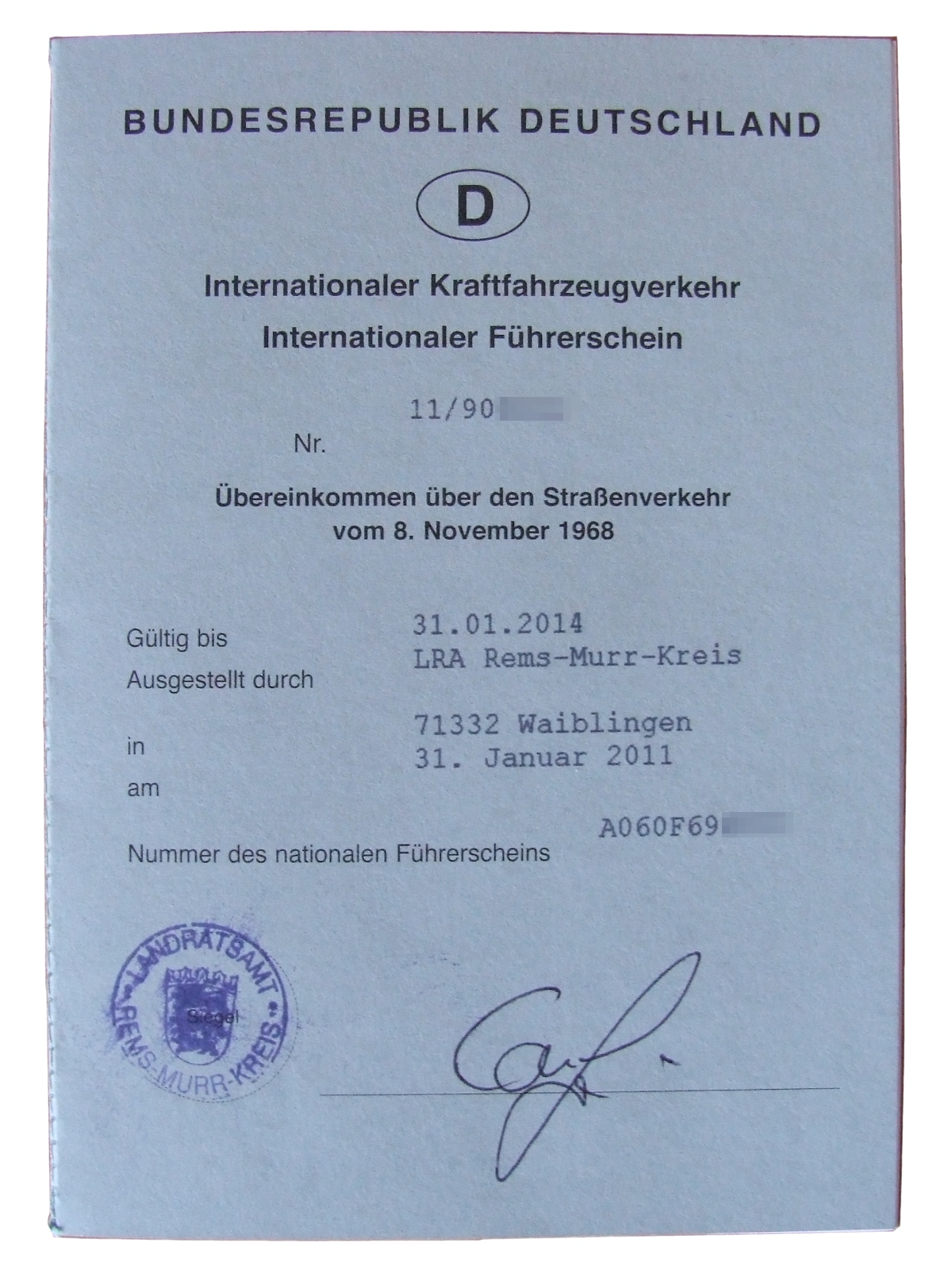
Internationaler Führerschein Deutschlands (Wiener Abkommen 1968), Umschlagseite vorn
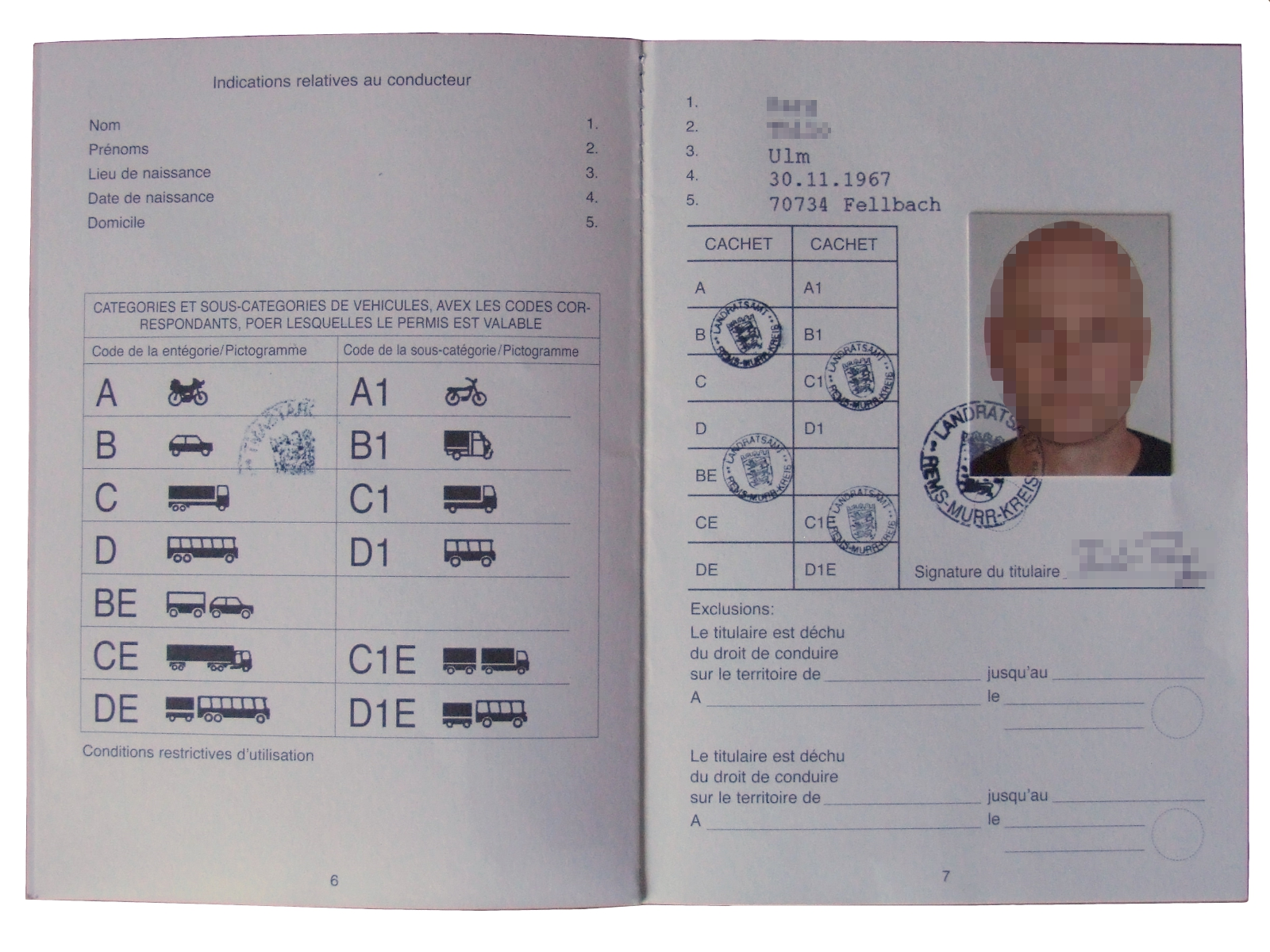
Internationaler Führerschein Deutschlands (Wiener Abkommen 1968), Seiten 6 und 7

## Zwischenstaatliche Abkommen

### Wiener Übereinkommen über den Straßenverkehr von 1968
Das Wiener Übereinkommen über den Straßenverkehr von 1968 regelt in Kapitel IV (Führer von Kraftfahrzeugen) im Artikel 41 (Führerscheine) die Ausstellung Internationaler Führerscheine.  Die meisten Unterzeichnerstaaten der EU sind beigetreten, und somit gelten die jeweiligen nationalen Führerscheine ohnehin EU-weit.
95 Länder, die dem Wiener Übereinkommen beigetreten sind: Ägypten, Albanien, Andorra, Armenien, Aserbaidschan, Äthiopien, Bahamas, Bahrain, Belarus, Belgien, Benin, Bosnien und Herzegowina, Brasilien, Bulgarien, Côte d'Ivoire (Elfenbeinküste), Chile, Costa Rica, Dänemark, Deutschland, DR Kongo, Ecuador, El Salvador, Estland, Finnland, Frankreich, Georgien, Ghana, Griechenland, Guyana, Honduras, Indonesien, Irak, Iran, Israel, Italien, Kap Verde, Kasachstan, Katar, Kenia, Kirgisistan, Kroatien, Kuba, Kuwait, Lettland, Liberia, Liechtenstein, Litauen, Luxemburg, Malediven, Marokko, Mexiko, Moldau, Monaco, Mongolei, Montenegro, Myanmar, Niederlande, Niger, Nigeria, Nordmazedonien, Norwegen, Oman, Österreich, Pakistan, Palästina, Peru, Philippinen, Polen, Portugal, Rumänien, Russische Föderation, San Marino, Saudi-Arabien, Schweden, Schweiz, Senegal, Serbien, Seychellen, Simbabwe, Slowakei, Slowenien, Spanien, Südafrika, Südkorea, Tadschikistan, Thailand, Tschechien, Tunesien, Türkei, Turkmenistan, Ukraine, Ungarn, Uruguay, Uzbekistan, Vatikanstadt, Venezuela, Vereinigte Arabische Emirate, Vereinigtes Königreich, Vietnam, Zentralafrikanische Republik.
Der internationale Führerschein nach dem Wiener Abkommen (1968) ist nur in Verbindung mit dem nationalen Führerscheindokument gültig.

#### Voraussetzungen für einen internationalen Führerschein nach dem Wiener Abkommen (1968)

Dunkelblau: Unterzeichner des Genfer Abkommens; hellblau: zusätzliche Länder, die Genfer Führerscheine akzeptieren

Alle Zitate aus Unterpunkten von Kapitel IV (Artikel 1 Buchstabe p, Art. 41)
Dabei darf nach (5.) „ein Internationaler Führerschein nur dem Inhaber eines nationalen Führerscheins ausgestellt werden, für dessen Erwerb die in diesem Übereinkommen bestimmten Mindestanforderungen erfüllt wurden. Ein Internationaler Führerschein darf nur von der Vertragspartei ausgestellt werden, auf deren Gebiet der Inhaber seinen ordentlichen Wohnsitz hat und die auch den nationalen Führerschein ausgestellt oder einen von einer anderen Vertragspartei ausgestellten Führerschein anerkannt hat; er hat auf diesem Gebiet keine Gültigkeit.“
Unter Punkt 2.4a „[erkennen] die Vertragsparteien an [...]:
- i) jeden nationalen Führerschein, der dem Anhang 6;
- ii) jeden internationalen Führerschein, der dem Anhang 7 entspricht, wenn er zusammen mit entsprechendem nationalen Führerschein vorgelegt wird

als gültig, um auf ihrem Gebiet ein Fahrzeug zu führen, das zu den Klassen gehört, für die die Führerscheine gelten, vorausgesetzt, dass die Führerscheine noch gültig sind und von einer anderen Vertragspartei oder einem ihrer Teilgebiete oder von einem Verband ausgestellt worden sind, der dazu von dieser anderen Vertragspartei oder einem ihrer Teilgebiete ermächtigt wurde“
Format und Inhalte des nationalen Führerscheins sind im Anhang 6 und beim internationalen Führerscheins im Anhang 7 des Übereinkommens vorgegeben.

### Genfer Abkommen über den Kraftfahrzeugverkehr von 1949

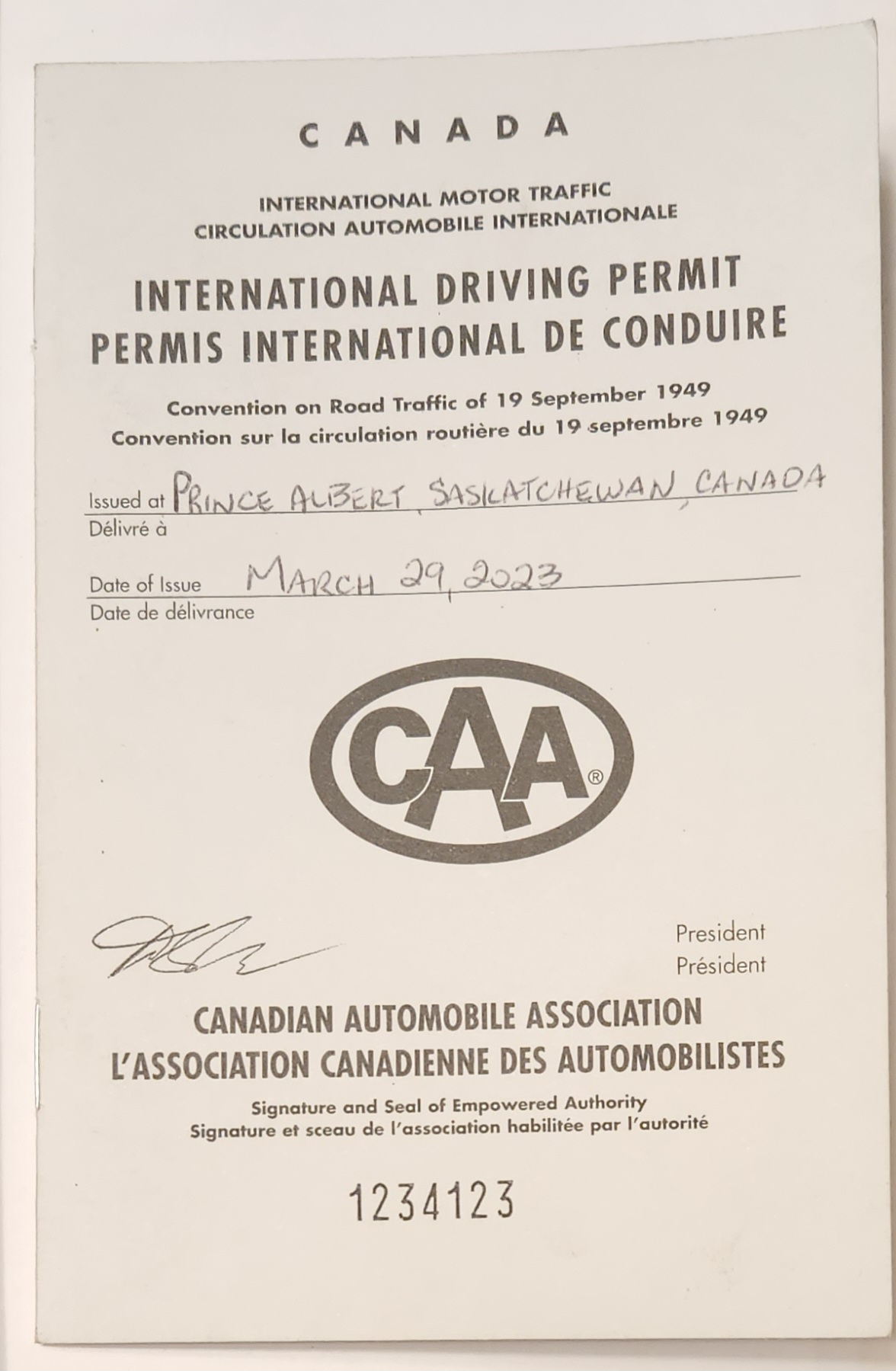
Internationaler Führerschein Kanadas nach dem Genfer Abkommen (1949)

Parallel gibt es ein zweites Abkommen, das Genfer Abkommen über den Kraftfahrzeugverkehr von 1949. Diesem gehören überwiegend die amerikanischen Nationen sowie afrikanische und asiatische Staaten an. Somit existieren zwei Gruppen von Staaten, die jeweils einen unterschiedlichen „Internationalen Führerschein“ ausgeben bzw. akzeptieren, nicht jedoch den „Internationalen Führerschein“ der anderen Gruppe. Für einen Inhaber einer Fahrerlaubnis aus der Bundesrepublik Deutschland besteht folgende Problematik: Die USA sind lediglich dem Abkommen von 1949 beigetreten, an welchem die wenige Monate zuvor gegründete Bundesrepublik Deutschland nicht teilnahm. Der Internationale Führerschein nach dem Wiener Übereinkommen wird in Verbindung mit einem gültigen EU-Führerschein von örtlichen US-Behörden jedoch im Allgemeinen kulanzweise akzeptiert.
In Österreich ist die Ausstellung Internationaler Führerscheine an die Automobilclubs delegiert. Im Rahmen der Gleichstellung aller EU-Bürger ist es bei Vorlage eines deutschen EU-Führerscheins bei ARBÖ, ÖAMTC oder VCÖ
möglich, einen internationalen Führerschein nach dem Genfer Übereinkommen (1949) zu erhalten, welcher in den USA anerkannt wird. Im Gegensatz zu anderen Abkommen beinhaltet das Genfer Abkommen keine Vereinbarung, die Ausstellung des internationalen Führerscheins nur auf Staatsbürger oder Personen mit Wohnsitz im ausstellenden Staat zu beschränken.
Der internationale Führerschein nach dem Genfer Abkommen (1949) ist so für sich gültig.

### Pariser Abkommen über Kraftfahrzeugverkehr von 1926
Im Pariser Abkommen über Kraftfahrzeugverkehr von 1926 wird geregelt, dass der Internationale Führerschein in allen Ländern, die den Vertrag unterzeichnet haben, gültig ist.
Die unterzeichneten Bevollmächtigten der Regierungen der unten aufgeführten Staaten, die vom 20. bis 24. April 1926 in Paris zu einer Konferenz versammelt waren, um zu prüfen, welche Änderungen des Internationalen Abkommens über den Verkehr mit Kraftfahrzeugen vom 11. Oktober 1909 vorzunehmen sind, haben diese Bestimmungen vereinbart. Der Vertrag ist ab dem 13. Dezember 1930 gültig. Der Führerschein hat eine Gültigkeit von 12 Monaten und muss danach im Ausstellungsland neu ausgestellt werden.
Es ist in einigen zwischenstaatlichen Konstellationen noch in Kraft. Der internationale Führerschein nach dem Pariser Abkommen (1926) ist so für sich gültig.

## Klassen
Die Klassen nach der Wiener Straßenverkehrskonvention (1968) entsprechen denen des der Führerscheins der meisten Länder Europas:
| Klasse | Beschreibung |
| ------ | --- |
| A      | Krafträder |
| B      | Kraftfahrzeuge – ausgenommen jede der Klasse A – mit einem höchsten zulässigen Gesamtgewicht von nicht mehr als 3,5 t (7700 Pfund) und nicht mehr als 8 Sitzplätzen außer dem Führersitz.  |
| C      | Kraftfahrzeuge zur Güterbeförderung mit einem höchsten zulässigen Gesamtgewicht von mehr als 3,5 t (7700 Pfund)                                                                            |
| D      | Kraftfahrzeuge zur Personenbeförderung mit mehr als 8 Sitzplätzen außer dem Führersitz. |
| E      | Miteinander verbundene Fahrzeuge, deren Zugfahrzeug in die Klasse B, C oder D fällt, zu dessen Führung der Fahrzeugführer berechtigt ist, die aber selbst nicht in diese Klasse(n) fallen. |

Das Genfer Abkommen (1949) kennt folgende Klassen:
| Klasse | |
| ------ | --- |
| A      | Motorräder mit oder ohne Beiwagen sowie dreirädrige Kfz mit einem Leergewicht von 400 kg                                                                                       |
| B      | Kraftfahrzeuge zur Personenbeförderung und neben dem Fahrersitz, höchstens acht Sitze oder für den Transport von Gütern mit einem zulässigen Höchstgewicht von höchstens 3,5 t |
| C      | Kraftfahrzeuge, die zur Güterbeförderung verwendet werden mit einem zulässigen Gewicht von über 3,5 t                                                                          |
| D      | Kraftfahrzeuge zur Personenbeförderung mit mehr als 8 Sitzplätzen außer dem Fahrersitz.                                                                                        |
| E      | Kraftfahrzeuge der Klassen B, C, D, wie oben freigegeben, mit größeren Anhänger als =< 750 kg (leichte Anhänger).                                                              |

Das Pariser Abkommen (1926) kennt folgende drei Klassen:
| Klasse | Beschreibung                                                  |
| ------ | ------------------------------------------------------------- |
| A      | Kraftfahrzeuge, deren Gesamtgewicht 3500 kg nicht übersteigt. |
| B      | Kraftfahrzeuge, deren Gesamtgewicht 3500 kg übersteigt.       |
| C      | Krafträder, mit und ohne Beiwagen.                            |

## Nationales
- Zur Situation in der EU siehe Führerschein (EU-Recht)#Internationaler Führerschein
  - Zur Situation in Deutschland siehe Führerschein und Fahrerlaubnis (Deutschland)#Internationaler Führerschein[9][11]
  - Zur Situation in Österreich siehe Führerschein und Lenkerberechtigung (Österreich)#Internationaler Führerschein

## Belege
1. ↑  Internationaler Führerschein | ÖAMTC. In: www.oeamtc.at. Abgerufen am 6. April 2016.
2. 1 2  Artikel 41 (Schweizer Fassung).
3. ↑  United Nations, Treaty Collection: 19 . Convention on Road Traffic, Vienna, 8 November 1968. Abgerufen am 15. Mai 2022 (englisch).
4. 1 2 3  Kapitel IV „Führer von Kraftfahrzeugen“, (Artikel 1 Buchstabe p), Art. 41 „Führerscheine“ (Schweizer Fassung).
5. ↑  Anhang 7 Internationaler Führerschein. (Schweizer Fassung).
6. ↑  Motorrad + Touren: Internationales Abkommen über den Strassenverkehr von 1949. In: Motorrad und Touren. 1. August 2018, abgerufen am 30. Juli 2023 (deutsch).
7. 1 2  Nach Artikel 48 des Übereinkommens vom 8. November 1968 über den Straßenverkehr (BGBl. 1977 II S. 809) gilt das Pariser Abkommen für die Bundesrepublik Deutschland nur noch im Verhältnis zu denjenigen Staaten, die diesem Übereinkommen nicht als Vertragspartei angehören.

Zum 30.06.2023 haben folgende Staaten unterzeichnet Albanien, Belarus, Belgien, Bosnien und Herzegowina, Bulgarien, Dänemark, Deutschland, Estland, Finnland, Frankreich, Griechenland, Italien, Kasachstan, Kroatien, Lettland, Liechtenstein, Litauen, Luxemburg, Moldau, Monaco, Montenegro, Niederlande a, Nordmazedonien, Österreich, Polen, Rumänien, Russland, Schweden, Schweiz, Serbien, Slowakei, Slowenien, Tschechische Republik, Türkei, Turkmenistan, Ukraine und Ungarn.
8. ↑  Genfer Abkommen über den Kraftfahrzeugverkehr (1949). Abgerufen am 7. Januar 2024.
9. ↑  Für Deutschland wird die Ausfertigung Internationaler Führerscheine in den § 25a und § 25b Fahrerlaubnisverordnung (FeV) geregelt.